# Abjat-sur-Bandiat
Abjat-sur-Bandiat är en kommun i departementet Dordogne i regionen Nouvelle-Aquitaine i sydvästra Frankrike. Kommunen ligger i kantonen Nontron som tillhör arrondissementet Nontron. År 2022 hade Abjat-sur-Bandiat 635 invånare.

## Befolkningsutveckling
Antalet invånare i kommunen Abjat-sur-Bandiat
Referens:INSEE